# 김학의
김학의(金學義, 1956년 8월 22일~)는 대한민국의 제55대 법무부 차관을 지낸 법조인이자 성범죄자이다.

## 학력
- 1975년: 경기고등학교 졸업
- 1980년: 서울대학교 법학 학사
- 1982년: 서울대학교 대학원 법학 석사

## 경력
- 1982년: 제24회 사법시험 합격
- 1984년 12월 15일: 제14기 사법연수원 수료
- 1985년 1월 28일: 인천지방검찰청 검사
- 1987년: 전주지방검찰청 정주지청 검사
- 1988년: 서울지방검찰청 검사
- 1990년: 법무부 검찰1과 검사
- 1991년: 서울지방검찰청 공안2부 부장검사 - 신체감정 결과 안기부에서 고문을 확인받은[2] 평양축전에 대형 걸개그림 슬라이드를 보낸 홍성담에 대해 평양축전에 대형 걸개그림 슬라이드를 보낸 혐의로 징역15년 구형[3]
- 1992년: 서울지방검찰청 검사
- 1994년: 대검찰청 검찰연구관
- 1997년: 청주지방검찰청 충주지청장
- 1998년: 서울고등검찰청 검사
- 1999년: 수원지방검찰청 공안부장검사
- 2001년: 법무부 검찰3과 과장
- 2002년: 서울중앙지방검찰청 공판2부 부장검사
- 2002년: 서울중앙지방검찰청 소년부 부장검사
- 2003년: 서울중앙지방검찰청 형사2부 부장검사
- 2003년: 대구지방검찰청 형사1부 부장검사
- 2004년: 창원지방검찰청 통영지청장
- 2005년: 대검찰청 공안기획관
- 2006년 2월 20일~2007년 3월 4일: 인천지방검찰청 제1차장검사
- 2007년 3월 5일~2008년 3월 10일: 법무연수원 기획부장 검사장 승진
- 2008년 3월 11일~2009년 1월 18일: 춘천지방검찰청 검사장
- 2009년 1월 19일~2009년 8월 11일: 울산지방검찰청 검사장
- 2009년 8월 12일~2010년 7월 14일: 제8대 서울남부지방검찰청 검사장
- 2010년 7월 15일~2011년 8월 21일: 제28대 인천지방검찰청 검사장
- 2011년 8월 22일~2012년 10월 9일: 제41대 광주고등검찰청 검사장 고검장 승진
- 2012년 10월 10일~2013년 3월 13일: 제20대 대전고등검찰청 검사장
- 2013년 3월 14일~2013년 3월 22일: 제55대 법무부 차관 (의원 면직)[4]
- 김학의법률사무소 변호사

## 성접대 등 뇌물 사건
청와대 공직기강비서관실 행정관 박관천 경정은 2013년 3월 초 김학의 성접대 의혹 내사를 진행했으나, 2013년 3월 14일 박근혜 정부에서 법무부 차관에 임명했다가, 건설업자 윤중천의 강원도 원주 별장 등지에서 성접대를 받은 혐의 등으로 경찰 수사를 받으면서 취임한 지 6일만인 3월 22일 사퇴하여 의원 면직되었다.
단순 성접대가 아닌 특수 강간 의혹을 받고 있으며 당시 경찰은 피해 여성들의 진술과 문제의 ‘동영상’을 근거로 김학의 전 차관을 특수강간 혐의로 검찰에 송치했지만, 검찰은 "피해 여성들의 진술이 믿을 만하지 않다"며 무혐의 처분을 내려 논란이 되었다. 이후 문재인 정부에서 대검찰청에 진상조사단이 만들어졌고 민갑룡 경찰청장이 2019년 3월 14일 국회 행정안전위원회에 출석해 2013년 경찰 수사 당시 성접대 의혹 영상 복원과 감정 평가 결과를 묻는 더불어민주당 김민기 의원의 질의에 "당시 3월에 흐릿한 영상을 입수해 국과수에 감정 의뢰한 뒤 5월에 다시 선명한 영상을 입수했다"라면서 "선명한 영상은 육안으로도 식별 가능하고 명확해서 감정 의뢰도 하지 않고 동일인으로 판단내려 검찰에 송치했다"고 답하자 "'식별이 불가능하다'는 취지로 무혐의 처분한 것이냐"는 김 의원의 질의에 "그렇다"라고 답변했다.
김학의가 2019년 3월 22일에 인천국제공항을 통하여 출국하려는 첩보를 입수하고 이규원 검사가 출국금지를 요청하여 공항에서 출국이 제지되었다.
2019년 4월 12일 YTN에서 단독으로 고화질 동영상을 입수하여 일부를 공개하고, "동영상 속 인물이 김학의와 동일인 일 가능성이 높다"는 전문가의 의견을 소개하였다.
2019년 5월 9일 피의자 윤중천은 '별장 동영상'(2013년 대한민국 고위층 성접대 사건)을 자신이 촬영했으며, 동영상 속 등장인물이 "김학의 전 차관과 비슷하네요" 라고 진술하였으나 동일인물이라고는 끝내 진술하지 않았다 골프 접대 사실을 시인한 것으로 알려졌다. 윤씨는 김 전 차관에게 "검사장 승진 청탁에 쓰라"며 2008년 이전 수백만원이 담긴 돈 봉투를 건넸다고 진술한 것으로도 전해졌다.
- 2006년 여름부터 2007년 12월 사이에 원주 별장과 역삼동 오피스텔에서 7회 성접대를 받고 2007년 1월부터 2008년 2월 사이에 5회에 걸쳐 현금이나 수표로 1900만원 수수
- 2007년 1월경 시가 1000만원 상당의 소나무 그림 1점 교부
- 2006. 12.경 백화점에서 200만원을 주고 구매한 코트와 같은 모델의 코트 교부
- 전세보증금 1억 원을 임의로 회수하여 개인 채무변제 등 용도로 사용
- "업무상횡령 사건 진행 상황을 알아봐 달라”는 취지의 부탁을 받고 친분이 있는 검찰간부로 하여금 사건조회를 하여 진행상황을 알아보게 한 후 검찰간부로부터 그 내용을 전달받아 이를 알려준 점
- 2008. 10. 17.경까지 법인카드로 골프 비용 및 주대 등 합계 25,564,635원을 결제한 다음, 최FF으로 하여금 신용카드 사용대금을 대납
- 2007. 2. 5  신세계 상품권1,000,000원 상당을 자신의 아파트 경비실을 통하여 전달받은 것을 비롯하여 2007. 2.경부터 2010. 경까지 매년 설 및 추석 명절 무렵에 매회 1,000,000원 상당씩 총 7회에 걸쳐7,000,000원 상당을 교부
- 2003. 8.경 최FF에게 “사적인 용도로 사용할 차명 휴대전화가 필요하니 만들어 달라”고 요구하여 최FF으로부터 2003. 8. 22.경부터 2011. 5. 18.까지 세 차례에 걸쳐 차명을 순차로 제공받아 휴대전화 사용대금 합계 4,569,710원 이상을 사용하고, 사용대금을 대납
- 2009. 2.경 최FF에게 “식당에서 먹은 주대를 대신 결제해달라”고 요구하여 2009. 5. 19.경까지 사이에 3회에 걸쳐 주대 등 합계 2,366,000원 대납
- 2000. 10. 27.경 최FF에게 “내가 돈이 필요하니 1,000,000원을 권HH 명의로 송금해 달라”고 요구하여 최FF으로 하여금 같은 날 경리 직원 명의로 1,000,000원을 송금하게 하여 이를 수수한 것을 비롯하여 그 무렵부터 2004. 3. 31.경까지 사이에 9회에 걸쳐 합계 12,100,000원을 송금받아 이를 수수

검찰은 김학의가 2006~2008년 건설업자 윤중천에게 1억3천만원 상당의 뇌물을 받고 2006~2007년 원주 별장과 오피스텔 등에서 13차례 성접대를 받고 2003~2011년 최씨에게 4900여만원을 받았다는 혐의로 재판에 회부하여 2019년 11월 22일 서울중앙지방법원(재판장: 정계선)에서 "동영상에 나온 것으로 인정되나 뇌물인지 증거가 부족하며 공소시효가 지났다"며 무죄, 면소를 선고받았지만(서울중앙지방법원2019고합468) 2심 항소심에서는 김 전 차관이 최 씨로부터 받은 뇌물 5100여 만원 중 4300 만원을 유죄로 인정해 징역 2년 6개월, 벌금 500만 원, 추징금 4300만 원을 선고했다.(서울고등법원2019노2741)
하지만 김형태 변호사를 선임했던 상고심에서 대법원(주심: 이흥구)은 2021년 6월 10일에 "뇌물 4300만 원이 유죄로 인정되는 데 핵심 근거가 됐던 ‘스폰서’ 건설업자 최모 씨의 증언이 검사의 증인 사전면담 후 번복되는 등 회유 가능성이 있다"고 "검사가 재판에서 증인으로 신청해 신문할 사람을 특별한 사정 없이 소환해 면담하고 증인이 법정에서 피고인에게 불리한 진술을 한 경우, 검사가 증인을 회유·압박했는지 등이 담보돼야 그의 법정 진술을 믿을 수 있다”고 판시하여 이 부분 심리 미진으로 파기환송되면서 2021년 2월 청구한 보석이 허가되어 8개월 만에 석방되었다.(대법원2020도15891)
검찰이 재판에서 유죄를 받아내려고 증인을 미리 불러 기소 내용에 부합하는 법정 진술을 종용한다는 의심을 담고 있는 판단으로 검사의 일방적 증인 사전 면담 관행에 제동을 건 대법원 판결 직후 수사팀은 “증인 사전 면담은 ‘검사는 증인신문을 신청한 경우 증인 및 관계자를 상대로 사실을 확인하는 등 적절한 신문이 이루어질 수 있도록 필요한 준비를 할 수 있다’고 규정한 검찰사건사무규칙 제189조에 근거한 적법한 조처”라며 “증인을 상대로 한 회유나 압박은 전혀 없었다"고 했다.

## 명예훼손 사건
김학의가 법무부 차관이 되는데 최순실이 배경이라고 보도하자 김학의 아내 송씨가 “나는 대학교 최고경영자 과정에 등록한 적 없다. 최순실을 알지도 못한다. 남편인 김학의의 법무부차관 임명에 영향력을 행사한 바 없다”며 "KBS와 기자, 박관천 전 경정이 연대해 위자료 5억원을 배상할 의무가 있다"고 주장하며 제기한 소송에서 1심인 서울남부지법 제15민사부는 2020년 6월 "KBS와 기자가 송씨에게 1500만원을 배상해야 한다"고 선고하면서 박관천 전 경정에 대한 송씨의 청구는 기각됐다.

## 불법 출국금지 논란
검사는 혐의가 있는 사람이 증거인멸 도주우려가 있을 때 긴급체포할 수 있으나 단순히 수사행정상의 내규를 들어 "피의자로 사건이 있지도 않은데 가짜 사건번호를 부여받아 출국금지를 했다"는 논란이 되었다.
출입국관리법에서 법무부 장관에게도 범죄 수사를 위해선 직권으로 출국금지를 할 권한이 있어 법무부는 2019년 3월 19일 박상기 장관 주재로 김오수 차관, 윤대진 검찰국장, 이용구 법무실장, 차규근 출입국·외국인정책본부장이 참석한 회의에서 이를 논의했지만 "수사기관 요청이 없는 상황에서 장관의 직권 출국금지는 어렵다"는 결론을 내린 상태였다.
차규근 법무부 출입국·외국인정책본부장은2019년 3월 22일 오후 10시 58분쯤 출입국 공무원들에게서 ‘김학의 전 차관이 인천공항 출국 심사대를 통과했다’는 보고를 받고 박상기 법무부 장관에게 연락했으나 닿지 않아 김오수와 통화했고 김오수는 차규근에게 장관 직권으로 출국금지를 할 수 없는지 물었고 차규근은 "직권 출국금지는 어렵다"며 "대검찰청 과거사 진상조사단 파견 검사 이규원을 통해 출국금지하겠다"는 취지로 답하자 김오수가 승인했고 차규근은 이광철 청와대 선임행정관이 연결해 준 대검찰청 과거사진상조사단 소속 이규원 검사와 밤새 전화를 주고받으면서 “장관께서 김학의에 대한 긴급출국금지 조치에 대해 포괄적으로 사전 재가를 했다”고 말했다. 이에 이규원 검사는 긴급 출금 요청권자인 동부지검장 이름을 도용하고 허위 사건 번호가 적힌 출국금지 신청서로 김학의를 출국금지했다.
차규근은 검찰에서 “당시 직속 상관인 김오수 차관이 승인하지 않았으면 출국금지 절차 진행이 불가능했다”는 취지로 진술했다
통화 이후 차 본부장은 당시 이광철(현 민정비서관) 청와대 선임행정관이 연결해 준 대검 과거사진상조사단 소속 이규원 검사와 밤새 전화를 주고받았다. 이 검사에게 “장관께서 김학의에 대한 긴급출국금지 조치에 대해 포괄적으로 사전 재가를 했다”고 말한 것으로도 전해졌다. 이후 이 검사는 긴급 출금 요청권자인 동부지검장 이름을 도용하고 허위 사건 번호가 적힌 불법 출금 신청서로 김학의 전 차관의 출국을 막은 것으로 조사됐다.
불법 출국 제지와 관련되어 수사 받고 재판을 받은 관련자 대다수 무죄가 산고 되었다.